# Archidiecezja São José do Rio Preto

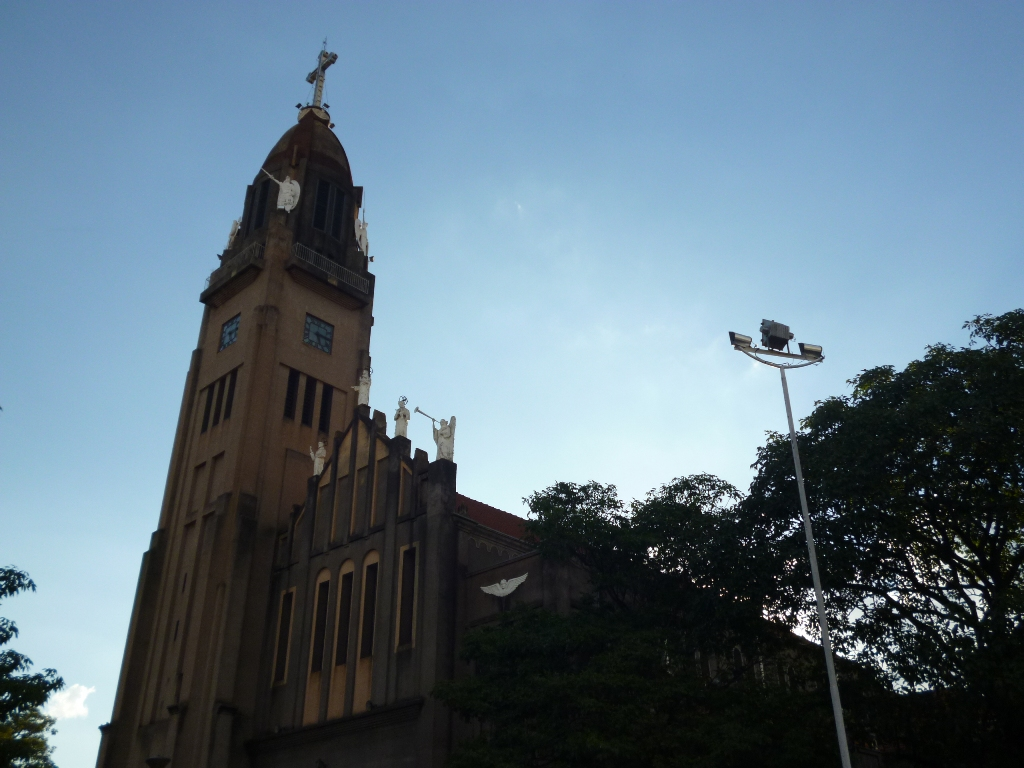
Katedra diecezjalna w São José do Rio Preto

Archidiecezja São José do Rio Preto (łac. Archidioecesis Sancti Josephi Riopretensis) – diecezja Kościoła rzymskokatolickiego w Brazylii. Została erygowana przez papieża Piusa XI bullą Sollicitudo omnium w dniu 25 stycznia 1929.
22 maja 2025 papież Leon XIV utworzył metropolię São José do Rio Preto podnosząc diecezję do rangi archidiecezji..